# 國民革命軍陸軍第三十五軍
国民革命军第三十五军，是中華民國國民革命軍在1927年至1949年間的一個軍。

## 唐生智何键的第1个第三十五军
1927年2月2日唐生智第八军第二师扩编而成，军长何键，副军长叶琪。辖：
- 第1师师长叶琪（兼）
- 第2师师长刘建绪
- 第3师师长陶广

1927年4月编入刘兴第二纵队参加北伐。1927年5月21日，该军留守长沙的第33团团长许克祥发动“马日事变”，与陶柳等配合．屠杀左翼工农。1927年7月东征讨蒋时，该军为江左军，何键为江左军总指挥沿江东下，军至安庆、并代理安徽省主席。1927年10月南京政府军西征讨唐，1927年冬，唐生智下野，第三十五军被西征军收编。第三十五军副军长兼第一师师长叶琪升任第十二军军长，旅长周磐继任第一师师长，后周又为驻常德的湘西宣抚使刘铏拉去，将该师改编为独立第五师（第一团团长彭德怀，第三团第三营营长黄公略、驻岳阳的独立第五师随营学校贺国中）。周磐走后，何键又拉拢原属陈渠珍部的戴斗垣独立第十师为该军第一师，抵补周师。并将唐生智第三方面军教导团王东原部编为第三十五军教导师。1928年5月，程潜被李宗仁扣押，何健乘机将程潜第六军一部拉拢过来，编为独立第十七、第十九师，以周希武、张其雄为师长。第三十五军军长何键兼任湖南清乡会办，副军长刘建绪，共辖6个师，
- 第一师，师长戴斗垣：
- 第二师，师长刘建绪(兼)；
- 第三师，师长陶广；
- 教导师，师长王东原；
- 独立第十七师，师长周希武；
- 独立第十九师，师长张其雄。 1928年6月23日,第六军第17师于湖南醴陵生变,其所属第49团、第51团以及第6军补充团由第六军副官长张其雄率领投靠第35军,在湖南岳州改编为独立第19师。

1928年底该军被缩编为第十九师。

## 晋绥军傅作义的第2个第三十五军
1930年中原大战阎锡山战败下野，傅作义的晋军第十军退居绥远，下辖：
- 第28师 师长 金中和
- 第29师 师长 叶启杰
- 第30师 师长 卢呈瑞

1931年1月陆海空军副司令兼东北边防军司令长官张学良把傅作义部改编为东北边防军第七军。1931年6月17日晋绥军被改编为4个军：第三十二军（商震）、第三十三军（徐永昌）、第三十四军（杨爱源）、国民革命军第三十五军（傅作义）。军、师、旅、团二二制。第三十五军编制：
- 军长 傅作义
- 副军长 袁庆曾
- 参谋长 杨炳谦
- 参谋处长张濯清
- 副官长 赵恩绶
- 72师：师长 李生达，驻防山西省正太线，不归傅作义指挥。
- 73师：师长 傅作义兼，参谋长苗玉田，参谋处长 李英夫，驻绥远。
  - 210旅：旅长 叶启杰，参谋长 李荣骅
    - 419团：团长 张成义
    - 420团：团长 卢成瑞

  - 211旅：旅长 金中和，参谋长 傅汝霖
    - 421团：团长 孙兰峰
    - 422团：团长 董其武
- 军直特务连
- 军直通信队，队长李平吉/祁寿山。

1932年阎锡山把晋绥军每师增编1个旅。第三十五军编制为：
- 72师：师长 李生达。驻山西，直接归阎锡山指挥
  - 208旅旅长 陈长捷
  - 209旅旅长 霍原璧
  - 217旅旅长 段树华
- 73师：师长 傅作义（兼）参谋长苗玉田 参谋处长李英夫  副官长王雷震
  - 210旅旅长 叶启杰
    - 419团团长 张成义
    - 420团团长 薄鑫

  - 211旅旅长 金中和
    - 421团团长 孙兰峰
    - 422团团长 马逢辰

  - 218旅旅长 曾延毅
    - 435团团长 苏开元
    - 436团团长 董其武

1933年傅作义第三十五军（对外称第五十九军）参见长城抗战，5月17日至23日怀柔战斗中以伤亡九百余人（其中阵亡367人）的代价，毙伤日军第四旅团（附野炮兵第八联队、临时重炮兵中队等部）六百余人（其中阵亡246人）。
1936年夏阎锡山把驻山西的第72师调归其他部队，把傅作义的第73师、第210旅番号要走，所属部队从3旅6团裁撤为2旅6团。第三十五军编制为：
- 军长傅作义二级上将
- 副军长曾延毅中将
- 参谋长陈炳谦中将
  - 211旅：旅长 孙兰峰，参谋长 孟昭第
    - 419团：团长 袁庆荣
    - 421团：团长 刘景新
    - 422团：团长 王雷震

  - 218旅：旅长 董其武，参谋长 张晋咸
    - 420团：团长 李思温
    - 435团：团长 许书庭
    - 436团：团长 李作栋

1934年军长傅作义，副军长叶启杰，下辖：
- 第68师，师长仍为李服膺，辖刘𩡝馥、曾延毅2个旅。
- 第101师，师长原为孙楚，1936年7月孙楚调任军长，李俊功任师长，辖王丕荣、杨维垣2个旅。

1937年秋，傅作义任第七集团军总司令，又兼任第二战区北路军总司令，仍兼第三十五军，由绥远赴晋北抗日。
1937年11月4日开始的太原保卫战，该军指挥：第218旅（第420团、第435团、第436团）、第211旅（第421团、第422团、第419团)、第213旅、新编独立第1旅。
1937年冬，驻晋西北石楼县，又转至柳林镇补充整顿。第三十五军建制为：
- 军长傅作义
- 副军长陈炳谦
- 参谋长张濯清/袁庆曾
  - 101师：师长 董其武，参谋长 张晋咸。原属第六十一军，师长李俊功，忻口会战该师作战不力，该师撤销，李俊功被撤职。1937年12月将该师番号给了傅作义，辖第218旅、山西独立第七旅和警备第三、第九团。
    - 218旅：旅长 姚骊祥
      - 420团：团长 李思温
      - 436团：团长 郭景云

    - 213旅：旅长 阎应喜；
      - 425团：团长 李作栋
      - 426团：团长 郑海楼

  - 73师：师长 刘奉滨，参谋长 刘万春。1936年夏以第212旅和第197旅合编组建，师长刘奉滨。1937年冬，辖第197旅和第211旅。
    - 197旅：旅长 王思田，参谋长 续志仁
      - 393团：团长 王熙明
      - 394团：团长 王赞臣

    - 211旅：旅长 孙兰峰，参谋长 孟昭第
      - 421团：团长 刘景新
      - 422团：团长 王雷震
- 新编第6旅：王子修

1938年秋，在晋西北河曲县整编，取消了各师所属旅的番号，恢复师属三团制；惟211旅的番号未取消，亦为三团制。各师、旅、团拨编情形如下：
- 73师：师长 刘奉滨
  - 393团：团长 王熙明
  - 422团：团长 王雷震（原属35军）
  - 426团：团长 郑海楼
- 101师：师长 董其武
  - 395团：团长 王赞臣（原属独立第七旅）
  - 425团：团长 李作栋
  - 436团：团长 郭景云
- 211旅（独立旅）：旅长 孙兰峰
  - 421团：团长 刘景新
  - 420团：团长 安春山
  - 新10团：团长 杨新钊

1939年春，傅作义任第八战区副司令长官兼第三十五军军长，率第101师、第211旅、王雷震的第422团由晋西北开赴绥远后套。在五原组成第八战区副司令长官部，旋移到陕坝。第73师的393团和426团都留在晋西北，后王赞臣、郑海楼两团长个人也去了河套。添设军政治部，军政治部主任周钧。1939年夏，第三十五军建制：
- 101师：师长 董其武，副师长 吉文蔚/杨维垣，参谋长 张晋咸，政治部主任 康保安
  - 301团：团长 王建业（后为卫景林）
  - 302团：团长 刘玉廷（后为郭景云）
  - 303团：团长 王赞臣（后为宋海潮）
- 新31师：师长 孙兰峰，副师长 王雷震，参谋长 孟昭第，政治部主任 张耀华。第211旅扩编
  - 91团：团长 刘景新（后为韩天春）
  - 92团：团长 郁传义
  - 93团：团长 安春山
- 新32师：师长 袁庆荣，副师长 李作栋，参谋长 王赞臣（后为朱大纯、李铭鼎），政治部主任 彭光祖
  - 94团：团长 杨新钊、鲁乐山（41年）
  - 95团：团长 张世轸（后为张惠源）
  - 96团：团长 黄子岗（黄纯烈）
- 炮兵第25团
- 骑兵团，团长刘春方

1939年冬一度攻入包头。1940年春，五原战役后，国民政府军事委员会批准傅作义增编2个军（暂三军、暂四军）。
- 第三十五军 军长傅作义兼，副军长张濯清，参谋长李铭鼎
- 101师：师长 郭景云（1940年6月起），副师长 王赞臣，参谋长 张晋贤（后关海山、韩伯琴）
  - 301团：团长 王建业
  - 302团：团长 刘玉廷（后为冯梓）
  - 303团：团长 宋海潮
- 新31师：师长安春山（1941年7月起）/1947年王建业，副师长 曹子谦（后王建业），参谋长 李敬（后李子玉）
  - 91团：团长 韩天春
  - 92团：团长 郁传义（后为靳书科）
  - 93团：团长 成於念（后为赵晓峰）
- 新32师：师长 袁庆荣，副师长 李作栋，参谋长 朱大纯
  - 94团：团长 杨新钊（后为鲁乐山）
  - 95团：团长 张世轸（后张惠源）
  - 96团：团长 黄子岗

1944年1月董其武接任军长。1945年5月董其武调任第八战区副司令长官部政治部主任，参谋长鲁英麟接任军长，王宪章为副军长兼政治部主任。1946年，王宪章与暂三军副军长王雷震对调职务，后王雷震调任绥远干训团教育长。1944年4月新32师师长袁庆荣调暂三军后，李铭鼎接任新32师师长。
1947年初安春山接任暂三军军长时，带去了新31师，暂编第17师拨归第三十五军。1947年10月袁庆荣任暂四军军长时，把新32师带去，新26师拨归三十五军建制。
1948年该军辖第101师（郭景云）、新编第32师（李铭鼎）、暂编第17师（朱大纯），配属骑兵第4师（刘春方）。1948年1月该军沿平汉路南下，在涞水被晋察冀野战军围歼（除暂编第十七师外），李铭鼎阵亡，鲁英麟自戕。战后，傅作义恢复、重整了第三十五军：
- 军长：郭景云升任
- 副军长：王雷震（1948年2月回任）
- 参谋长 田士吉
- 参谋处长贾承祖
- 政治部改为政治处，处长刁克成（后为张鸿恩）
- 第101师：师长 冯梓，副师长 常效伟，参谋长 樊金槐，政治主任 崔维嶽
  - 第301团：团长 王和卿
  - 第302团：团长 牛玉礼
  - 第303团：团长 梁兴
- 新26师：师长 温汉民，副师长 张振基，政治主任 林泽生。1948年9月改称第267师。
  - 第799团：团长 王孝模
  - 第800团：团长 孙绍先
  - 第801团：团长 李上九
- 暂17师：师长 朱大纯，副师长成於念。1948年9月改番号为第262师.
  - 第一团：团长 卫栋
  - 第二团：团长 毛铨印
  - 第三团：团长 慕介福。
- 军直特务营、通信营、工兵营

1948年12月平津战役打响后，第三十五军（欠暂17师）包括配属炮兵团、辎汽一团自张家口驰返北平，于12月9日在新保安被华北野战军第二兵团围歼。12月22日军长郭景云自戕，副军长王雷震、101师师长冯梓、267师师长温汉民被俘。以在北平的朱大纯暂17师为基干重建第三十五军。1949年1月随傅作义起义，北平政權移交，第三十五军被解放军改编。